# Biorezonanță
Terapia prin biorezonanță este un concept medical pseudo-științific ce derivă din terapia electromagnetică. Terapia prin biorezonanță face parte din medicina complementara.

## Istoric
Terapia prin biorezonanță a fost inventată în Germania în anul 1977 de către Franz Morell și ginerele lui, inginerul Erich Rasche. Inițial,  aceștia au denumit-o "MORA-Therapie", de la inițialele lor MOrell și RAsche. Unele dintre dispozitive conțin un circuit electronic ce măsoară rezistența pielii, similar cu E-Meter folosit de către Scientologie, pe care creatorii biorezonanței sperau să o îmbunătățească. Franz Morell a fost membru al Bisericii Scientologice.

Practicanții biorezonanței declară că pot detecta o varietate de boli și vicii. Aceștia consideră că biorezonanța este similară cu anumite concepte din Medicina Tradițională Chinezească, în special acupunctura.

## Critici științifice
Neavând nici o explicație științifică despre cum ar putea funcționa terapia prin biorezonanță, cercetătorii au clasificat biorezonanța ca fiind o pseudoștiință. Studii științifice nu au arătat efecte mai bune decât cele ale efectului placebo.
Cazuri de fraudă în mediul internaut au avut loc, precum un practicant făcând false declarații cum că ar putea vindeca cancerul, iar clienții acestuia netrebuind să apeleze la practici precum chimioterapia sau operația recomandată de către doctori. Ben Goldacre a ridicuralizat BBC când aceștia au raportat faptul că o clinică putea să convingă 70% din clienții acesteia să se lase de fumat, un rezultat mai bun decât orice altă terapie convențională. 
În Statele Unite ale Americii, Food and Drug Administration a clasificat dispozitivele ce folosesc măsurarea rezistenței pentru a diagnostica și trata diferite boli ca și dispozitive de Clasă a III-a, ce trebuiesc mai întâi aprobate de către FDA pentru a fi comercializate. FDA a interzis comercializarea anumitor dispozitive de acest tip în SUA, și a sancționat mulți comercianți de astfel de dispozitive pentru declarațiile false despre beneficiile de sănătate ale acestor dispozitive.